# Jaltomata dentata
Jaltomata dentata là loài thực vật có hoa trong họ Cà. Loài này được (Ruiz & Pav.) Benitez mô tả khoa học đầu tiên năm 1976.